# Dominique Vignon
Dominique Vignon, né le 15 novembre 1947, est un ingénieur français, ancien PDG de Framatome de 1996 à 2001.

## Biographie
Dominique Vignon est ingénieur de l'École polytechnique (X) et de l’École nationale des ponts et chaussées (Ponts). Il obtient aussi un mastère en économie de l'université de Paris-Sorbonne.
Il rejoint l'industrie nucléaire en 1975 au sein d'EDF, entreprise dans laquelle il travaille jusqu'en 1990.
De 1990 à 1993, il est directeur général adjoint de Nuclear Power International, une filiale commune à Framatome et Siemens. 
De 1993 à 1995, il devient PDG de Jeumont Industrie.
De 1996 à 2000, il est PDG du groupe Framatome.
De 2000 à 2001, il dirige la fusion des activités de Framatome et de Siemens, et prend la tête de Framatome ANP. Dominique Vignon devient alors directeur technique de l’équipe franco-allemande qui a conçu le réacteur EPR. 
En 2002, il est nommé à la tête du conseil d'administration de Gemplus.
En 2006, il est nommé directeur général de Gantois, fabricant vosgien de tissu métallique, grillage métal déployé et tôle perforée.

## Publications
- Demain, quels réacteurs nucléaires ? - La Jaune et le Rouge N°569 Novembre 2001 - Le dossier nucléaire